# Eilema decreta
Aedoea decreta là một loài bướm đêm thuộc phân họ Arctiinae, họ Erebidae.